# NGC 1738
NGC 1738 في الفهرس العام الجديد، هي مجرة، تقع في كوكبة الأرنب. اكتشفت في 11 ديسمبر 1885 بواسطة أورموند ستون.

## روابط خارجية
- NGC 1738 على موقع ويكي سكاي: DSS2, SDSS, GALEX, IRAS, Hydrogen α, X-Ray, Astrophoto, Sky Map, Articles and images